# Georgios Seitaridis
Georgios "Giourkas" Seitaridis (griechisch Γεώργιος "Γιούρκας" Σεϊταρίδης, * 4. Juni 1981 in Piräus) ist ein ehemaliger griechischer Fußballspieler.

## Karriere
Seine Profikarriere begann Seitaridis bei dem griechischen Verein PAS Ioannina, in dessen Jugendabteilungen er schon zuvor spielte. Im Sommer 2001 wechselte er zum griechischen Top-Verein Panathinaikos Athen. Dort reifte er, nicht zuletzt aufgrund seiner Auftritte in der Champions League, zu einem Weltklasse-Verteidiger, und zeigte dies auch bei der Europameisterschaft 2004 in Portugal, bei der er mit Griechenland den Titel gewann. Er spielte in allen Partien der Griechen durch und bekam im gewonnenen Finale die gelbe Karte.
Nach der EM wechselte Seitaridis für eine Ablösesumme von 3 Mio. Euro zum damaligen portugiesischen Meister und Champions-League-Sieger FC Porto und gewann dort den Weltpokal. Zum Beginn der Saison 2005/06 wechselte er dann wiederum zu dem russischen Verein Dynamo Moskau, die 10 Mio. Euro für den Griechen bezahlten, welches zum damaligen Zeitpunkt der höchste Betrag war, der je für einen griechischen Spieler ausgegeben wurde. Nach einem Jahr bei Dynamo Moskau wechselte er zur Saison 2006/07 für eine Ablösesumme von 6 Mio. Euro zum spanischen Erstligisten Atlético Madrid. Am 29. April 2009 wurde er, gemeinsam mit Maniche, der zum 1. FC Köln wechselte, wegen undiszipliniertem Verhalten seitens der Vereinsführung von Atlético Madrid vom Spielbetrieb suspendiert. Der Vertrag wurde zum Saisonende aufgelöst.

### Nationalmannschaft
Die Karriere in der griechischen Nationalmannschaft begann Seitaridis zunächst in der U21-Nationalmannschaft Griechenlands, mit der er auch an der U21-EM 2002 in der Schweiz teilnahm. Seitaridis schied mit den Griechen in der Gruppenphase aus.
In der A-Nationalmannschaft spielte er erstmals bei der EM-Qualifikation zur EM-Endrunde in Portugal. Hierbei hatte er eine tragende Rolle als rechter Verteidiger und trug maßgeblich zur Qualifikation für das Turnier bei. Während der EM in Portugal stand er bei allen Spielen und auch im Finale auf dem Platz und etablierte sich somit endgültig in der Nationalmannschaft. Als amtierender Europameister trat Griechenland mit Seitaridis auch beim Konföderationen-Pokal 2005 in Deutschland an, schied dort aber bereits in der Vorrunde aus. Er wurde nur bei einem Spiel eingesetzt. Auch bei der WM-Qualifikation zur WM-Endrunde in Deutschland spielte Seitaridis für die griechische Nationalmannschaft. Allerdings verpassten die Griechen die Qualifikation, da sie sich gegen die Ukraine und die Türkei nicht durchsetzen konnten.
Seitaridis gehörte zum Kader der Griechen zur Fußball-Europameisterschaft 2008 in Österreich und der Schweiz. Im ersten Spiel spielte gegen Schweden spielte er noch durch, aber im zweiten wurde er nach 40 Minuten, aufgrund einer Adduktorenverletzung, von Giorgos Karagounis ersetzt. Er musste danach zusehen wie Griechenland als Gruppenletzter aus dem Turnier ausschied.

## Erfolge
- Griechischer Meister: 2004, 2010
- Griechischer Pokalsieger: 2004, 2010
- Europameister: 2004
- Weltpokalsieger: 2004

| Personendaten    | Personendaten               |
| ---------------- | --------------------------- |
| NAME             | Seitaridis, Georgios        |
| ALTERNATIVNAMEN  | Giourkas                    |
| KURZBESCHREIBUNG | griechischer Fußballspieler |
| GEBURTSDATUM     | 4. Juni 1981                |
| GEBURTSORT       | Piräus, Griechenland        |